# 帯野久美子
帯野 久美子（おびの くみこ、1952年3月27日 - ）は、日本の実業家。
株式会社インターアクトジャパン会長。東北大学経営協議会委員、公立大学法人大阪理事。関西経済同友会特別幹事。

## 経歴
大阪府岸和田市生まれ。1975年、追手門学院大学文学部社会学科卒業。1982年4月、甲南女子大学文学研究科博士前期課程（社会学専攻）に入学し、在学中に英会話教室を開く。1982年頃から英語資料などの翻訳を手がけ、1985年12月にインターアクトジャパンを設立する。2009年から2016年にかけて、和歌山大学理事・副学長を務め、大阪市教育委員や関西経済同友会常任幹事などを歴任した。
2021年4月、高野山大学文学部教育学科特任教授に就任。

## 歴任したおもな要職
経済・経営
- 2006年　一般社団法人関西経済同友会常任幹事
- 2018年　株式会社南紀白浜エアポート監査役

教育
- 2009年8月 - 2015年3月  国立大学法人和歌山大学理事･副学長[1]
- 2013年　文部科学省中央教育審議会委員
- 2014年　大阪市教育委員
- 2015年　ホーチミン市師範大学客員教授
- 2016年　国立大学法人東北大学経営協議会委員
- 2017年　放送大学学園評議員会評議員
- 2018年　NHK近畿地方放送番組審議会委員
- 2019年　独立行政法人大学入試センター運営審議会委員
- 2020年　関西国際大学理事
- 2021年　高野山大学文学部教育学科特任教授
- 2022年　大阪観光大学評議員
- 2023年　公立大学法人大阪理事

行政
- 2004年　大阪府人事委員会委員長
- 2012年　大阪市特別参与

国土交通
- 2007年　国土交通省社会資本整備審議会臨時委員
- 2011年　国土交通省近畿地方整備局事業評価監視委員会委員
- 2005年　西日本高速道路株式会社事業評価監視委員会常任委員

観光・まちづくり
- 2008年　観光庁国際観光振興機構（日本政府観光局JNTO評価委員）
- 2018年　KIX泉州ツーリズムビューロー理事
- 2021年　大阪府まちひとしごと創生推進審議会委員

国際
- 2002年 岡崎研究所理事

## 受章
- 2022年 旭日双光章受章